# Aristide Deleanu

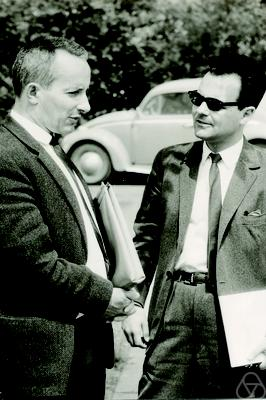
Aristide Deleanu, Albrecht Dold, 1967

Aristide Deleanu (n. 1932 – d. 13 mai 2020) a fost un matematician român, cunoscut mai ales pentru contribuții în domeniul topologiei.

## Biografie
S-a născut la Pitești. Studiile secundare și superioare le-a făcut la București. În 1955 este absolvent al Facultății de Matematică și Fizică. În perioada 1955 - 1958 este șef de cabinet la Catedra de Algebră a profesorului Grigore Moisil. De asemenea a fost cercetător stagiar la Institutul de Matematică al Academiei, la sectorul de topologie. În 1961 obține doctoratul în matematică.
În 1968 vine la Syracuse University din New York.

## Activitate științifică
S-a preocupat cu precădere de topologia generală, topologia algebrică, precum și de teoria algebrică a mecanismelor automate.
A creat teoreme noi în topologie, a stabilit unele proprietăți noi, teoreme referitoare la coduri, a extins unele rezultate obținute de către matematicienii: J. Leray, Al. Ghika, G. K. Kalish, D. Kan, G. W. Whitehead, R. W. Hamming, R. C. Base, D. K. Raychanduri.

## Scrieri
- 1961: Cercetări asupra teoriei punctelor fixe ale aplicațiilor continue, teza sa de doctorat;
- 1964: Integrarea funcților de mulțimi cu valori într-un grup parțial ordonat;
- 1966: Topologie, categorii, suprafețe riemanniene.